# Sollevamento pesi ai Giochi della XVIII Olimpiade - Pesi medi
La competizione della categoria pesi medi (fino a 75 kg) di sollevamento pesi ai Giochi della XVIII Olimpiade si è svolta il giorno 14 ottobre 1964 alla Shibuya Kōkaidō di Tokyo.

## Regolamento
La classifica era ottenuta con la somma delle migliori alzate delle seguenti 3 prove:
- Distensione lenta
- Strappo
- Slancio

Su ogni prova ogni concorrente aveva diritto a tre alzate.

## Risultati
| Pos.    | Atleta             | Nazione          | Peso Atleta | Totale | Distensione lenta | Distensione lenta | Distensione lenta | Strappo | Strappo | Strappo | Slancio | Slancio | Slancio |
| Pos.    | Atleta             | Nazione          | Peso Atleta | Totale | 1                 | 2                 | 3                 | 1       | 2       | 3       | 1       | 2       | 3       |
| ------- | ------------------ | ---------------- | ----------- | ------ | ----------------- | ----------------- | ----------------- | ------- | ------- | ------- | ------- | ------- | ------- |
| Oro     | Hans Zdražila      | Cecoslovacchia   | 74,85       | 445,0  | 125.0             | 130.0             | 132.5             | 130.0   | 135.0   | 137.5   | 172.5   | 177.5   | 177.5   |
| Argento | Viktor Kurencov    | Unione Sovietica | 73,95       | 440,0  | 135.0             | 135.0             | 140.0             | 125.0   | 130.0   | 130.0   | 172.5   | 172.5   | 175.0   |
| Bronzo  | Masashi Ōuchi      | Giappone         | 74,40       | 437,5  | 135.0             | 135.0             | 140.0             | 127.5   | 132.5   | 135.0   | 162.5   | 167.5   | 167.5   |
| 4       | Lee Jong-Seop      | Corea del Sud    | 74,80       | 432,5  | 130.0             | 135.0             | 135.0             | 127.5   | 132.5   | 132.5   | 165.0   | 170.0   | 175.0   |
| 5       | Sadahiro Miwa      | Giappone         | 74,65       | 422,5  | 120.0             | 120.0             | 125.0             | 127.5   | 132.5   | 135.0   | 162.5   | 167.5   | 170.0   |
| 6       | Mihály Huszka      | Ungheria         | 74,80       | 420,0  | 135.0             | 135.0             | 135.0             | 120.0   | 125.0   | 127.5   | 160.0   | 165.0   | 165.0   |
| 7       | Rolf Maier         | Francia          | 74,75       | 417,5  | 120.0             | 127.5             | 130.0             | 115.0   | 120.0   | 122.5   | 157.5   | 162.5   | 165.0   |
| 8       | Velichko Konarov   | Bulgaria         | 74,45       | 415,0  | 125.0             | 130.0             | 135.0             | 125.0   | 130.0   | 130.0   | 155.0   | 160.0   | 160.0   |
| 9       | Víctor Ángel Pagán | Porto Rico       | 74,65       | 415,0  | 120.0             | 127.5             | 127.5             | 122.5   | 127.5   | 127.5   | 155.0   | 160.0   | 160.0   |
| 10      | Mohammed Nadum     | Iraq             | 74,00       | 407,5  | 120.0             | 125.0             | 127.5             | 120.0   | 125.0   | 127.5   | 145.0   | 150.0   | 155.0   |
| 11      | Tan Howe Liang     | Malaysia         | 74,45       | 400,0  | 130.0             | 130.0             | 132.5             | 115.0   | 120.0   | 120.0   | 155.0   | 162.5   | 162.5   |
| 12      | Chao Cheng-Hsueng  | Taiwan           | 73,90       | 397,5  | 107.5             | 115.0             | 120.0             | 112.5   | 120.0   | 120.0   | 150.0   | 157.5   | 167.5   |
| 13      | Pierre St. Jean    | Canada           | 74,25       | 395,0  | 115.0             | 122.5             | 122.5             | 117.5   | 125.0   | 125.0   | 147.5   | 155.0   | 160.0   |
| 14      | Mike Pearman       | Gran Bretagna    | 74,90       | 387,5  | 115.0             | 120.0             | 122.5             | 112.5   | 117.5   | 117.5   | 145.0   | 150.0   | 155.0   |
| 15      | Pe Aye             | Birmania         | 73,65       | 385,0  | 122.5             | 122.5             | 130.0             | 112.5   | 117.5   | 117.5   | 145.0   | 150.0   | 150.0   |
| 16      | Joseph Haydar      | Australia        | 74,85       | 375,0  | 112.5             | 112.5             | 117.5             | 110.0   | 115.0   | 115.0   | 140.0   | 145.0   | 147.5   |
| 17      | Abderrahim Tazi    | Marocco          | 73,35       | 355,0  | 107.5             | 112.5             | 115.0             | 102.5   | 107.5   | 110.0   | 130.0   | 135.0   | 140.0   |
| -       | Werner Dittrich    | Germania         | 74,80       | -      | 135.0             | 140.0             | 140.0             | 125.0   | 125.0   | 125.0   | -       | -       | -       |
| -       | Heo Chang-Beom     | Corea del Sud    | 74,40       | -      | 130.0             | 135.0             | 135.0             | 120.0   | 125.0   | 127.5   | 165.0   | 165.0   | 165.0   |